# Józef Błaszczyk (sportowiec)
Józef Wojciech Błaszczyk (ur. 23 marca 1947 w Gdyni) – żeglarz, olimpijczyk z Monachium 1972.

Uczestnik (trzykrotny) Mistrzostw Świata w klasach: Cadet, Hornet i jachtów balastowych. Uczestnik Mistrzostw Europy (dwukrotnie) w klasie Soling.

Na igrzyskach olimpijskich w 1972 roku w Monachium zajął 8. miejsce w klasie Soling.